# Bonaventure Kalou
Bonaventure Kalou (* 12. ledna 1978, Oumé, Pobřeží slonoviny) je bývalý fotbalový záložník a reprezentant Pobřeží slonoviny.
Jeho mladším bratrem je fotbalista Salomon Kalou.

## Klubová kariéra
S Feyenoordem vyhrál Pohár UEFA 2001/02, ve finále byl u výhry 3:2 nad německým týmem Borussia Dortmund.

## Reprezentační kariéra
V A-mužstvu Pobřeží slonoviny debutoval v roce 1998.